# (7205) Sadanori
(7205) Sadanori (1995 YE1) – planetoida z pasa głównego asteroid okrążająca Słońce w ciągu 4 lat i 95 dni w średniej odległości 2,63 j.a. Została odkryta 21 grudnia 1995 roku.